# Il calendario del pastore
Il calendario del pastore (in inglese The Shepheardes Calender) è la prima opera in poesia di Edmund Spenser scritta intorno al 1579 e dedicata a Philip Sidney. 
È una raccolta di 12 egloghe che segue le Bucoliche di Publio Virgilio Marone. Il tema di ogni ecloga varia per ogni mese dell'anno, e il mese più interessante è April, dedicato alla regina Elisabetta I d'Inghilterra, embrione del poema epico La regina delle fate.
È scritto secondo il punto di vista di vari pastori dotti, che commentano i difetti della vita di corte. L'intero poema è un'allegoria dello stato dell'umanità. Vi è una grande varietà di metri e di stili.